# FC Uden
FC Uden is een amateurvoetbalclub uit Uden, Noord-Brabant. Het is opgericht in 1971 als FC Bitswijk. De club speelt in de Vijfde klasse zondag (2022/23). Het is een van de drie voetbalclubs uit Uden. Grote concurrenten zijn dan ook UDI '19 en FC de Rakt.

## Historie
De club begon als een voetbalteam die bestond uit vrienden. Ze noemden zich FC Hoeven, naar de wijk waar ze vandaan kwamen. Door zich samen te voegen met jongens uit de Bitswijk, kwam er een sterk team uit voort genaamd de Hoeven Bitswijk Combinatie (H.B.C.). Na een aantal keer het kampioenschap uit de regio te hebben gehaald, werd er al gedacht om zich bij de KNVB aan te melden. In 1971 meldden ze zich aan als FC Bitswijk bij de KNVB en ze speelden op het terrein van UDI '19 om aan de eisen van de KNVB te voldoen. In 1973 veranderde de naam in FC Uden en in 1983 kreeg de club zijn eigen terrein in de wijk Hoeven, genaamd "Sportpark de Vlasakker". FC Uden heeft door sportieve successen te behalen de vierde klasse weten te bereiken. De laatste jaren degradeerde de club een aantal maal, waardoor het in seizoen 2011/2012 uitkwam in de zesde klasse. In dat seizoen werd FC Uden, met slechts één nederlaag, kampioen en speelde het in het seizoen 2012/2013 in de vijfde klasse. Ook dat seizoen wist FC Uden wederom directe promotie af te dwingen. Hierdoor komt de Udense club in het seizoen 2013/2014 uit in de vierde klasse. In het seizoen 2013-2014 werd FC Uden in de 4e klasse overtuigend kampioen door slechts een nederlaag en een gelijkspel. FC Uden komt daarom in het seizoen 2014-2015 uit in de derde klasse. Na deze drie promoties op rij ging het snel minder met de club, en na het nét missen van promotie naar de tweede klasse in 2015, degradeerde de club uit Uden na 3 moeilijke seizoenen achtereenvolgens uit de derde en vierde klasse, waardoor de club in seizoen 2018/2019 uitkomt in de vijfde klasse.

## Accommodatie
FC Uden werkt haar thuiswedstrijden sinds 1983 af op sportpark De Vlasakker. De Vlasakker bestaat uit drie speelvelden, twee trainingsvelden en een verhard (panna)veldje, wat in 2015 vernoemd werd naar Jeroen Smulders, een speler van het eerste die vele seizoenen bij de club speelde. Daarnaast beschikt FC Uden sinds 2001, nadat de oude kantine in vlammen op was gegaan, over een moderne en multifunctionele sportkantine.

## Competitieresultaten 1997–2018
| 5 5G |

|  |

| 7 5G |

| 3 5E |

| 2 5G |

| 11 4H |

| 10 5H |

| 7 5G |

| 7 5G |

| 8 5H |

| 2 5G |

| 5 5H |

| 8 5H |

| 10 5H |

| 12 5H |

| 1 6F |

| 1 5G |

| 1 4H |

| 3 3D |

| 10 3D |

| 14 3D |

| 11 4H |

| - 4H |

| Derde klasse  | Vierde klasse |
| Vijfde klasse | Zesde klasse  |

In elke staaf van de grafiek staat van boven naar beneden vermeld: 
- Eindnotering

Dit is de positie die de club heeft bereikt in de competitie, zonder eventuele beslissings-, play-off- of nacompetitiewedstrijden die nodig zijn geweest om bijvoorbeeld de kampioen van de competitie te bepalen.
Indien een * achter het getal staat is de notering een tussenstand en kan het zijn dat de notering niet overeenkomt met de uiteindelijke eindstand van de competitie.
Staat er een - dan is het seizoen nog bezig en is er geen definitieve uitslag bekend.
Staat er xx op de positie van de notering, dan heeft de club vroegtijdig de competitie verlaten. Dit kan onder andere komen door terugtrekking van het team, faillissement van de club of door een uitgedeelde straf van de KNVB. In veel gevallen staat elders in het artikel de reden vermeld.
Staat er een ? dan is het resultaat uit het verleden onbekend, en is alleen de competitie of het niveau bekend van dat seizoen.
In de seizoenen 2019/20 en 2020/21 werd wegens de coronacrisis het amateurvoetbal afgebroken. Daardoor kennen deze staven geen eindklassering (middels -- weergegeven).
- Competitieniveau en afdelingsletter of Officiële eindstand Eredivisie
  - Competitieniveau en afdelingsletter

Hierbij geeft het getal het niveau weer, dat ook terug te vinden is in de legenda. De letter is de afdelingsaanduiding en wordt gebruikt wanneer er meer afdelingen zijn op hetzelfde niveau. De afdelingsletter is altijd een hoofdletter en wordt meestal zonder nummer gebruikt.
Voorbeeld: 2F is niveau 2e klasse competitie F.
Het competitieniveau en nummer wordt niet vermeld wanneer er slechts één competitie van dit niveau was.
  - Officiële eindstand Eredivisie (getal staat tussen haakjes vermeld)

Sinds de introductie van play-offwedstrijden voor Europees voetbal na afloop van de reguliere competitie in 2005/06, is de KNVB verplicht een eindstand van de Eredivisie door te geven aan de UEFA aan de hand van deze play-offwedstrijden.
Bij deze eindstand staan clubs die zich hebben gekwalificeerd voor Europees voetbal hoger dan clubs die zich niet wisten te kwalificeren. Indien er geen verschil was tussen de eindnotering en de officiële eindstand, staat dit getal niet vermeld.

- Onderafdeling

Hier staat afgekort de naam van de onderafdeling indien de club in dat jaar in een onderafdeling uitkwam. Tevens staat deze afkorting in de legenda en wordt gelinkt naar het artikel over deze onderafdeling. Deze afkorting wordt alleen vermeld wanneer de club in het verleden in verschillende onderafdelingen heeft gespeeld. Deze vermelding is in de staaf altijd in kleine letters. Deze onderafdelingen zijn na het seizoen 1995/96 afgeschaft. Heeft de club in slechts één onderafdeling gespeeld, dan is dit alleen terug te vinden in de legenda.
Onder de staaf staat het jaartal vermeld waarin het seizoen is afgesloten. 15 verwijst naar het seizoen 2014/15 of eventueel het seizoen 1914/15.
Wanneer een staaf leeg is, zijn deze gegevens niet bekend. Het kan ook zijn dat de club dat seizoen niet heeft meegespeeld op het hogere amateurniveau, vroegtijdig de competitie heeft verlaten of uit de competitie is gezet.

In het seizoen 1944/45 was er wegens de Tweede Wereldoorlog geen regulier competitievoetbal.